# Gaby Meier
Gaby Meier, nach Heirat Gaby Lindenthal (* 15. April 1959 in Zürich), ist eine ehemalige Schweizer Leichtathletin.

## Sportliche Karriere
Die 1,80 Meter große Gaby Meier war von 1978 bis 1984 Schweizer Meisterin im Hochsprung, wobei sie 1984 als Gaby Lindenthal antrat.
Gaby Meier war 1975 bei den Junioreneuropameisterschaften in Piräus Zehnte im Fünfkampf. Zwei Jahre später bei den Junioreneuropameisterschaften 1977 in Donezk belegte sie den neunten Platz. 1979 nahm Meier an der Universiade in Mexiko-Stadt teil.
1981 wurde Meier mit 1,80 Meter Elfte im Hochsprung bei den Halleneuropameisterschaften in Grenoble. Ein Jahr später bei den Halleneuropameisterschaften 1982 in Mailand wurde sie mit 1,85 Meter erneut Elfte. Im Sommer bei den Europameisterschaften in Athen erreichte sie das Finale mit 1,88 Meter. Im Endkampf steigerte sie den Schweizer Rekord auf 1,94 Meter und belegte damit den vierten Platz. 1983 bei den Weltmeisterschaften in Helsinki schied Meier mit 1,84 Meter in der Qualifikation aus.

## Fussnoten
1. ↑  Schweizer Meisterinnen bei gbrathletics
2. ↑  Fünfkampf 1975 bei worldathletics.org
3. ↑  Fünfkampf 1977 bei worldathletics.org
4. ↑  Angabe nach Munzinger
5. ↑  Hochsprung 1981 bei worldathletics.org
6. ↑  Hochsprung 1982 (Halle) bei worldathletics.org
7. ↑  Hochsprung 1982 (Freiluft) bei Todor Krastevs Seite todor66.com
8. ↑  Hochsprung 1983 bei Todor Krastevs Seite todor66.com

| Personendaten    | Personendaten            |
| ---------------- | ------------------------ |
| NAME             | Meier, Gaby              |
| ALTERNATIVNAMEN  | Lindenthal, Gaby         |
| KURZBESCHREIBUNG | Schweizer Leichtathletin |
| GEBURTSDATUM     | 15. April 1959           |
| GEBURTSORT       | Zürich                   |